# Żydowski Dom
Żydowski Dom (hebr. הבית היהודי, Ha-Bajit Ha-Jehudi, w angielskiej transkrypcji: HaBayit HaYehudi) – prawicowa religijno-syjonistyczna partia polityczna w Izraelu. Powstała w wyniku połączenia Narodowej Partii Religijnej, Moledetu i Tekumy w listopadzie 2008. Przedstawiciele tego drugiego ugrupowania odeszli jednak z nowej partii zaraz po tym, jak otrzymali niskie miejsca na liście wyborczej do wyborów w 2009 roku, tworząc wspólną listę z ugrupowaniem Hatikwa. Wkrótce potem także Tekuma ponownie przyłączyła się do Unii Narodowej, a tzw. frakcja Achi połączyła się z Likudem. W 2012, w wyniku rozpadu Unii, Tekuma ponownie weszła w skład Żydowskiego Domu.

## Historia
Narodowa Partia Religijna i Unia Narodowa połączyły siły w celu wystawienia wspólnej listy wyborczej w wyborach 2006 roku. 3 listopada 2008 roku ogłoszono, że Narodowa Partia Religijna oraz Moledet i Tekuma, wchodzące w skład Unii, połączą się i utworzą nowe ugrupowanie. Achi i Hatikwa sprzeciwiły się tej fuzji – ich liderzy Efi Ejtam i Arje Eldad sprzeciwili się religijnemu charakterowi partii, a Eitam dodatkowo był niezadowolony z faktu, że w nowej partii nie planowano przeprowadzania wyborów lidera.
Zaproponowano pięć nazw dla nowego ugrupowania: Ha-Bajit Ha-Jehudi (Żydowski Dom), Szoraszim (Korzenie), Acma’ut (Niepodległość), Szalem (Całość) i Amichaj. Członkowie partii, głosując online, opowiedzieli się za tą pierwszą nazwą.
Ja’akow Amidror został szefem komitetu, który zajął się ustaleniem nazwisk i ich kolejności na liście wyborczej partii do wyborów w 2009. 8 grudnia 2008 Danijjel Herszkowic, matematyk z uniwersytetu Technion, został wybrany na szefa nowego ugrupowania.
Kiedy Żydowski Dom ogłosił skład listy wyborczej, okazało się, że 5 spośród 6 najwyższych miejsc zostało obsadzonych przez byłych członków Narodowej Partii Religijnej. Wyjątkiem był Uri Ari’el z Tekumy (pozycja nr 3). Sondaże przedwyborcze wskazywały, że ugrupowanie otrzyma 5-7 miejsc w Knesecie, co powiększało atrakcyjność pierwszych sześciu miejsc na liście. Przeciwko obsadzeniu czołowych miejsc byłymi członkami Narodowej Partii Religijnej zaprotestowali politycy wywodzący się z Unii Narodowej. Były parlamentarzysta z ramienia Moledet, Binjamin Elon, oświadczył, że nie wystartuje w wyborach. Na liście zastąpił go amerykański imigrant Uri Bank. Pozostali byli członkowie Moledet opuścili partię i z Hatikwa reaktywowali Unię Narodową. 25 grudnia 2008 r. Żydowski Dom opuścił także Ariel, który wstąpił do Unii.
W wyniku wyborów na początku 2009 roku ugrupowanie otrzymało 3 mandaty parlamentarne.
W listopadzie 2012 odbyły się wewnątrzpartyjne wybory przywódcy partii. Zwycięstwo odniósł lider pozaparlamentarnego ruchu Mój Izrael, Naftali Bennett, zdobywając ok. dwóch trzecich głosów. Pokonany Zewulun Orlew ogłosił wycofanie się z działalności politycznej. Tydzień później w drodze głosowania ustalono także część nazwisk na liście partyjnej do nachodzących wyborów parlamentarnych. Do Ha-Bajit Ha-Jehudi powrócił także Uri Ari’el, który w wyniku rozpadu Unii Narodowej włączył do Żydowskiego Domu swoją partię, Tekuma.
W wyborach w 2013 ugrupowanie zanotowało spory sukces, otrzymując 12 mandatów w Knesecie. Ha-Bajit Ha-Jehudii wszedł w skład koalicji rządowej premiera Binjamina Netanjahu, otrzymując trzy posady ministerialne (Naftali Bennett – minister ds. religijnych, Uri Ari’el – minister budownictwa i Uri Orbach – minister ds. emerytów) oraz dwa stanowiska wiceministrów (Eli Ben-Dahan – wiceminister ds. religijnych i Awi Wortzman – wiceminister edukacji).
W wyniku wyborów parlamentarnych w Izraelu, przeprowadzonych 17 marca 2015, Żydowski Dom wprowadził do Knesetu 8 deputowanych.
W grudniu 2018 doszło do rozłamu w ugrupowaniu i opuszczenia go przez jego dotychczasowego lidera Naftalego Bennetta oraz minister sprawiedliwości Ajjelet Szaked i posłankę Szuli Mu’alem, którzy stworzyli Nową Prawicę. Liderem Żydowskiego Domu został Rafi Perec. Do wyborów parlamentarnych w kwietniu 2019 roku partia stanęła w koalicji z Unią Narodową i Żydowską Siłą jako Zjednoczona Prawica.
30 maja 2019 roku minął czas dany Netanjahu na sformowanie nowego rządu. Ogłoszono rozwiązanie Knesetu i rozpisanie nowych wyborów parlamentarnych na 17 września 2019 roku. Politycy Żydowskiego Domu wyrazili wątpliwości, czy w kolejnych wyborach Żydowska Siła będzie brana pod uwagę na wspólnej liście. Natomiast pewny będzie wspólny start z Unią Narodową. 13 czerwca politycy Żydowskiego Domu zadecydowali o tym, że we wrześniowych wyborach lista wyborcza pozostanie taka sama jak w wyborach kwietniowych. Decyzję tę przekazano do organów centralnych partii.
20 grudnia 2019 roku liderzy Żydowskiego Domu i Żydowskiej Siły ogłosili utworzenie wspólnej listy wyborczej do wyborów w marcu 2020 roku. Decyzja ta została skrytykowana przez Unię Narodową, która nie została uwzględniona w negocjacjach. Nowa lista otrzymała nazwę Zjednoczony Żydowski Dom. Jednak pod wpływem silnej krytyki ze strony swojej partii i nacisków ze strony Nowej Prawicy i Unii Narodowej Rafi Perec postanowił zerwać umowę wyborczą z Żydowską Siłą i przystąpił do Jaminy.
14 maja 2020 roku, pomimo protestów Bennetta i Smotricza z Jaminy, Perec zdecydował się porozumieć z Netanjahu i pozostał na stanowisku ministra Jerozolimy i dziedzictwa narodowego. Z kolei 14 lipca Perec ogłosił wystąpienie Żydowskiego Domu z Jaminy jako oddzielnej frakcji w Knesecie.
9 stycznia 2021 odbyły się wybory nowego przewodniczącego Żydowskiego Domu w związku z zapowiedzią Rafiego Pereca o tym, iż partia potrzebuje nowego lidera, który poprowadzi ją do wyborów. Nowym przewodniczącym została Chagit Mosze.